# Trichoferus campestris
Тутовый усач, или усач меткоплодника (лат. Trichoferus campestris) — вид жесткокрылых насекомых из семейства усачей. Продолжительность жизни особи составляет один—два года. Личинки развиваются под корой разнообразных хвойных и лиственных пород деревьев. Лёт жуков: с конца июня до начала августа. Жуки ведут ночной образ жизни; в тёмное время суток могут подлетать к искусственному свету, также могут залетать в освещённые комнаты.

## Распространение
Этот жук распространён на юге европейский части России, в Таджикистане, Узбекистане, Южном Казахстане, Уссурийско-Приморском регионе, а также в северной части Монголии, северной части Китая, Корейском полуострове и Японии. Завезен в Северную Америку. В США впервые зарегистрирован в Нью-Джерси в 1997 году, в Канаде — в Квебеке в 2002 году. Жуки найдены в коробках со старинными плетеными из ивы корзинами из Китая.

## Описание
Длина тела взрослого жука 11—20 мм; характерные признаки жука: надкрылья обычно без стоячих волосков, если же волоски стоячие, в этом случае те из них, которые расположены перед задним скатом надкрылий, значительно короче и сильно наклонены назад; на прилегающих волосках надкрылий можно увидеть контрастные пятна. Яйцо длиной 1,9 мм и в поперечнике 0,6 мм. Личинка длиной до 25 мм, ширина её головы 3 мм; характеризуется продольной гулой, длина которой больше ширины. Куколка имеет умеренно вытянутое тело; длина тела куколки достигает 20 мм, и ширина брюшка 4,5 мм.

## Развитие
Самка яйца откладывает на побеги берёзы (Betula) (2,5-3 диаметром) под немного отслоившиеся чешуйки коры, по одному яйцу, реже по два вместе.
Появившиеся из яиц личинки вбуравливаются в кору побега, забив хорион буровой мукой. Под корой личинки прокладывают продольные побегу ходы. На заболони ходы часто слабо отпечатываются, редко — сильно отпечатываются. В результате деятельности личинок разрушается большая часть коры, остаётся только береста (наружный слой коры). Личинка старшего возраста прокладывает ходы шириной от 5 до 12 мм.

## Экология
Этот вид усачей встречается в редких широколиственных и смешанных насаждениях, например: леса, сады и т.п. Избегает густые насаждения, такие, как, например, лесная чаща.
Личинки развиваются под корой лиственных пород: дубов (Quercus), чёрного тополя (Populus nigra), белого тополя (Populus alba), инжира (Ficus carica), вишни (Prunus subg. Cerasus), Sorbus alnifolia; также могут заселять больные и мёртвые деревья, и даже крупные обрубки в коре. В зависимости от сухости мёртвого дерева или обрубка срок развития личинки может растянуться на несколько лет.